# Жуан ду Канту і Каштру
Жуа́н ду Ка́нту і Ка́штру Сі́лва Анту́ніш Жу́ніор (порт. João do Canto e Castro Silva Antunes Júnior, часто просто — Жуан ду Канту і Каштру; *16 травня 1862, Лісабон — †14 березня 1934, Лісабон) — португальський адмірал і політик, 5-й президент Португалії з 16 грудня 1918 по 5 жовтня 1919 року.

## Біографія
Освіту здобув у Лузо-Британському коледжі і Королівському мореходному училищі. Був офіцером ВМФ, пройшовши володіння цілої Португальської імперії, до військового звання адмірала.
Одружився у 1862 році з Маріаною де Санту Антоніу Морейра Фрейре Соррея Мануел Торріш де Абоїм, також уродженкою Лісабона, з якою мав трьох дітей, — його нащадки живі і дотепер.
У 1892 році був призначений губернатором Мозамбіку. У 1908 році був депутатом.
На початку Республіки керував мореходним училищем у Лейшойш і був завідувачем північного морського департаменту. У 1915 році він очолював Практичну школу військово-морської артилерії. В уряді Сідоніу Пайша був призначений службовим директором Морського генерального штабу і державним секретарем з військово-морського флоту.
Зайняв посаду міністра військово-морського флоту, на прохання Сідоніу Пайша, 9 вересня 1918 року, а згодом і замінив останнього після вбивства диктатора.
В ході президентського мандату Канту і Каштру, відбулося дві спроби революції. Першою з них, у Сантарені у грудні 1918 року керували республіканці Кунья Леал і Алвару де Каштру. Друга спроба, у січні 1919 року, очолювана монархістом Пайвою Коусейру, який на деякий час зміг протриматися на півночі, була жорстоко придушена.